# Rio Tartarugal Grande
Le rio Tartarugal Grande est un cours d'eau brésilien qui baigne l'État de l'Amapá. Il prend sa source à l'Est de la Serra do Aru et va se jeter au milieu des zones humides du Nord-Est de Tartarugalzinho. Il arrose les municipalités de Tartarugalzinho et Pracuúba.